# Mode menor
El mode menor és un dels dos modes que formen el sistema tonal modern, que utilitza bàsicament el sistema hepatatònic, és a dir, de set sons. El mode menor es considera més trist i nostàlgic que el mode major, considerat més alegre i extravertit. Moltes de les cançons tradicionals catalanes estan fetes amb mode menor, és el cas de La presó de Lleida o El testament d'Amèlia.

## Generalitats

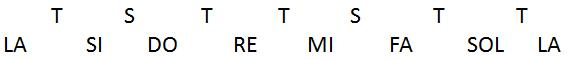
Seqüència d'intervals en l'escala menor de la.
T = to S = semitò

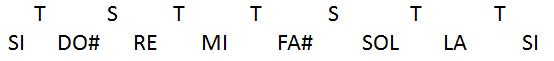
Seqüència d'intervals en l'escala menor de si.
T = to S = semitò

En teoria musical, es considera menor aquella escala el tercer grau de la qual està a distància d'un interval de tercera menor sobre la tònica. Aquesta definició inclou diverses escales: dòrica, frígia, eòlica o menor, menor melòdica, etc. La seqüència d'intervals en l'escala menor és: to, semitò, to, to, semitò, to, to; exactament com si comencéssim l'escala major des del seu sisè grau.
La correspondència entre escala major i escala menor ve donada per un to i mig d'una respecte de l'altra. Per exemple: si menor és l'escala relativa menor de re major. Mi menor és l'escala relativa menor de sol major. Està construïda a partir de la relativa de do major (basada en do), que és la, on es construeixen els intervals entre graus de l'escala. Així, l'escala menor de la no té alteracions, sobre la mateixa estructura es construeixen les altres escales les notes de les quals s'aniran alterant per a ajustar-se a l'interval indicat, com es pot observar en l'escala de si.

## Tipus

### Escala menor natural
L'escala menor natural és equivalent al mode eòlic de l'escala major. L'escala menor natural de la (que coincideix amb les tecles blanques del piano igual que el seu relatiu major, do major) està formada per les notes: la, si, do, re, mi, fa, sol i la. La tradició musical occidental normalment ha utilitzat aquesta escala introduint una variació per a tenir major estabilitat. Atès que l'acord que es forma sobre el cinquè grau de l'escala menor natural és menor, històricament s'ha alterat la tercera d'aquest acord perquè la cadència V-I sonés més conclusiva. Això ens dona com a resultat l'anomenada escala menor harmònica.
Escala menor natural: 1 2 ♭3 4 5 ♭6 ♭7

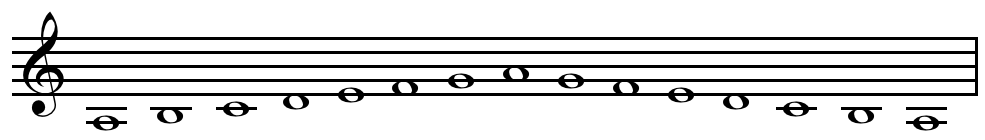
Escala menor natural de la.

Els acords que es formen en cada grau de l'escala menor natural són els següents:
- I, acord menor.
- II, acord disminuït.
- III, acord major.
- IV, acord menor.
- V, acord menor.
- VI, acord major.
- VII, acord major.

### Escala menor harmònica
Aquesta escala és la que s'ensenyava tradicionalment com a escala menor en els Conservatoris, segons la Teoria de la Música del docent i teòric musical francès Adolphe-Léopold Danhauser per a evitar tot equívoc amb l'escala major relativa de la qual procedeix. L'escala menor harmònica es forma pujant un semitò al setè grau. El següent exemple, aclareix aquest mètode usant l'escala de la menor natural:
- Escala de la menor natural: la-si-do-re-mi-fa-sol-la
- Escala de la menor harmònica: la-si-do-re-mi-fa-sol#-la

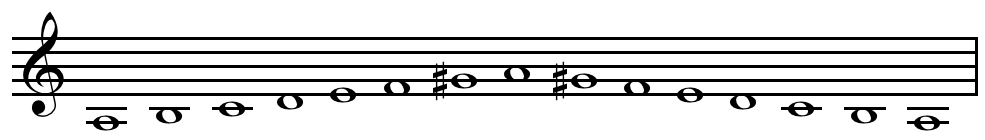
Escala menor harmònica de la (s'altera el grau VII).

Els acords que es formen en cada grau de l'escala menor harmònica són els següents:
- I, acord menor.
- II, acord disminuït.
- III, acord augmentat.
- IV, acord menor.
- V, acord major.
- VI, acord major.
- VII, acord disminuït.

### Escala menor melòdica
L'escala menor melòdica té la particularitat que ―quan s'interpreta amb moviment ascendent― els seus graus VI i VII ascendeixen un semitò, però ―quan el moviment és descendent― es toquen sense canvis, és a dir, que romanen naturals. Combina l'escala menor bachiana (en interpretar-ho cap als aguts), i l'escala menor natural (en tocar-ho cap als greus).

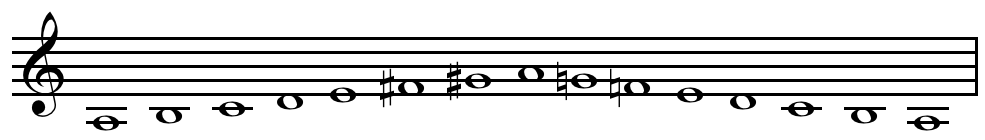
Escala menor melòdica de la (ascendint s'alteren els graus VI i VII, descendint no).

Els acords que es formen en cada grau de l'escala menor melòdica són els següents:
- I, acord menor.
- II, acord menor.
- III, acord augmentat.
- IV, acord major.
- V, acord major.
- VI, acord disminuït.
- VII, acord disminuït.

### Escala menor bachiana
En alguns textos de teoria musical, es denomina així a aquesta escala, en honor al músic i compositor alemany Johann Sebastian Bach, qui usava els graus alterats de manera ascendent i descendent. Té els seus VI i VII graus ascendits, com mostra l'exemple següent:

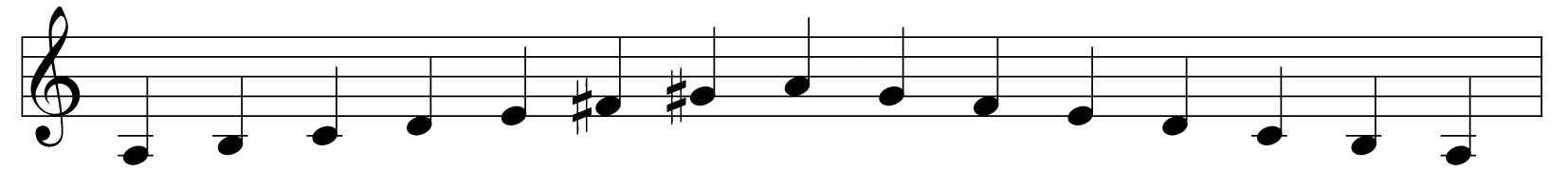
Escala menor bachiana (tant ascendint com descendint s'alteren els graus VI i VII).

Els acords que es formen en cada grau d'aquesta escala són els següents:
- I, acord menor
- II, acord menor.
- III, acord augmentat
- IV, acord major
- V, acord major.
- VI, acord disminuït
- VII, acord disminuït

### Modes relacionades
En el sistema occidental, derivat del sistema de modes grecs, l'escala principal que inclou la tercera menor és el mode eòlic, amb la tercera menor també es produeix en el mode dòric, el frigi i el lòric. Elmode dòric és com el mode menor però amb una sisena major. El mode frigi és igual que el mode menor però amb una segona menor.Dins de les escales diatòniques menors existeixen quatre modes menors, que corresponen al segon, tercer, sisè i setè grau, sent aquest últim semidisminuït ja que la seva cinquena és ♭. Les quatre compleixen amb la ♭3 i ♭7 i les variacions apareixen en les notes, 2 6 5.
- Dòrica: correspon al segon grau d'una escala major, la seva forma és: 1 2 ♭3 4 5 6 ♭7. És l'escala més usada per a acords menors en el jazz, inclusivament en el folklore argentí, així com la melòdica.
- Frígia: correspon al tercer grau d'una escala major, la seva forma és: 1 ♭2 ♭3 4 5 ♭6 ♭7. Molt utilitzada en el flamenc, per la utilització de la cadència frígia, finalitzant en el 5a.
- Eòlica: correspon al sisè grau d'una escala major, la seva forma és 1 2 ♭3 4 5 ♭6 ♭7.
- Locria: correspon al setè grau d'una escala major, la seva forma és 1 ♭2 ♭3 4 ♭5 ♭6 ♭7. Però les escales del 7è grau, sol correspondre a ser d'acords disminuïts.